# Gosławice (województwo małopolskie)
Gosławice – wieś w Polsce położona w województwie małopolskim, w powiecie tarnowskim, w gminie Wierzchosławice.
W latach 1975–1998 miejscowość administracyjnie należała do województwa tarnowskiego.

## Zabytki
Obiekt wpisany do rejestru zabytków nieruchomych województwa małopolskiego.
- Cmentarz wojenny nr 214

## Religia
Od 1992 r. znajduje się tam jeden z dwóch w Polsce, klasztor sióstr Kanosjanek, których założycielką była św. Magdalena z Kanossy.